# Укрспирт
Укрспирт — державне підприємство, державна монополія, найбільший виробник спирту та спиртовмісної продукції в Україні.

## Історія
Відповідно до Постанови Кабінету Міністрів України від 28 липня 2010 року № 672 «Про утворення Державного підприємства спиртової та лікеро-горілчаної промисловості», на базі майна Державного концерну спиртової та лікеро-горілчаної промисловості (концерн «Укрспирт»), державних підприємств і об'єднань спиртової та лікеро-горілчаної промисловості, що належать до сфери управління Міністерства аграрної політики та продовольства України було створено Державне підприємство «Укрспирт» (ДП «Укрспирт»).
Реорганізація державних підприємств і об'єднань спиртової та лікеро-горілчаної промисловості, відбувається шляхом їх приєднання до Державного підприємства «Укрспирт», або шляхом виділу майна, з використанням якого виготовляється підакцизна продукція, до ДП «Укрспирт».
Станом на вересень 2016 року передано майно 40 підприємств концерну «Укрспирт», на решті підприємств процес реорганізації тривав.
У серпні 2018 року підприємство приєдналось до британської Асоціації торгівців вином та спиртом (WSTA), на сайті асоціації з'явилася інформація про українського виробника.

## Виробничі потужності
ДП «Укрспирт» забезпечує сировиною цілий ряд галузей — лікеро-горілчані вироби, виноробство, кондитерська промисловість, у  фармацевтиці, медицині, парфумерії, тваринництві, лакофарбові вироби, розчинники, технічні рідини для автотранспортних засобів.
Одним із пріоритетних напрямків є виробництво біоетанолу та компоненту альтернативного моторного палива.
Загальна виробнича потужність ДП «Укрспирт» — понад 36 мільйонів декалітрівна рік. Роботу забезпечує 41 виробничий майданчик.

### Структура
- Луцьке МПД
- Вузлівське МПД
- Сторонибабське МПД
- Великолюбінське МПД
- Лопатинське МПД
- Суходільське МПД
- Воютицьке МПД
- Рава-Руське МПД
- Струтинське МПД
- Залучанське МПД
- Підгайчиківське МПД
- Залозецьке МПД
- Марилівське МПД
- Новосілківське МПД
- Кобиловолоцьке МПД
- Борщівське МПД
- Хоростківське МПД
- Козлівське МПД
- Мишковицьке МПД
- Ковалівське МПД
- Лужанське МПД
- Маниковецьке МПД
- Довжоцьке МПД
- Липницьке МПД
- Бершадське МПД
- Овечацьке МПД
- Мартинівське МПД
- Немирівське МПД
- Стадницьке МПД
- Червонослобідське МПД
- Тхорівське МПД
- Косарське МПД
- Іваньківське МПД
- Чемерське МПД
- Ковальовське МПД
- Новоборовицьке МПД
- Дубов'язівське МПД
- Вишняківське МПД
- Артемівське МПД
- Караванське МПД

## Якість
На підприємстві впроваджена та сертифікована система менеджменту якості, безпеки та екологічного керування: ISO 9001, ISO 14001, ISO 22000, ГАССП.
Якість готової продукції та сировини контролюється виробничими лабораторіями на сучасному вимірювальному обладнанні.

## Реалізація
ДП «Укрспирт» реалізує продукцію на внутрішньому та зовнішніх ринках, зокрема на ринках Середньої Азії та Кавказу, Туркменістану, Грузії, Азербайджану, Туреччини, Австрії, Польщі та інших країнах.
В 2018 році державне підприємство «Укрспирт» відкрило мережу спеціалізованих магазинів алкогольної продукції українських виробників «Національний продукт».

## Приватизація
Із 1 липня 2020 року вступив у дію закон, яким скасовується державна монополія на виробництво спирту, зокрема, як лікарського засобу, а також для медичних і ветеринарних цілей.
Відповідно до закону, особи, які придбали майно ДП «Укрспирт» або уклали договір у рамках державно-приватного партнерства щодо такого майна, зобов'язані до 1 липня 2021 року зберегти види діяльності та не менш як 70 % відсотків того виробничого персоналу, який був на 1 січня цього року.
Станом на грудень 2020 року, Фонд державного майна провів приватизацію 15 спиртзаводів з складу ДП Укрспирт. Найуспішнішим у фінансовому плані став продаж Вишняківського спиртзаводу за 234 млн грн. 30 березня 2021 року Фонд державного майна приватизував Луцький спиртзавод за 108,48 млн грн.